# Vingeskudt
Vingeskudt er en stumfilm fra 1913, instrueret af en ukendt instruktør, med manuskript af Olga Ott.

## Handlling
En greve har en elskerinde, der dør af sorg, da hun erfarer, at han er forlovet. Filmens handling har et fyldigt referat på tysk i filmprogrammet.

## Medvirkende
- Benjamin Christensen som Rentier Palm
- August Liebmann som Grev Zülov
- Edvard Jacobsen
- Signe Hagensen som Sonja, Palms datter
- Peter Malberg som Grev Axel, Zülovs søn
- Else Mantzius som Vera, Palms datter
- Marie Dinesen som Fru Palm
- Glicha Bielawski
- Hilmar Clausen
- Maria Schmidt som Grevinden
- Nathalie Krause som Komtesse Sigrid
- Peter Palludan
- Else Weel som Vera[1][2]